# Mụn cóc

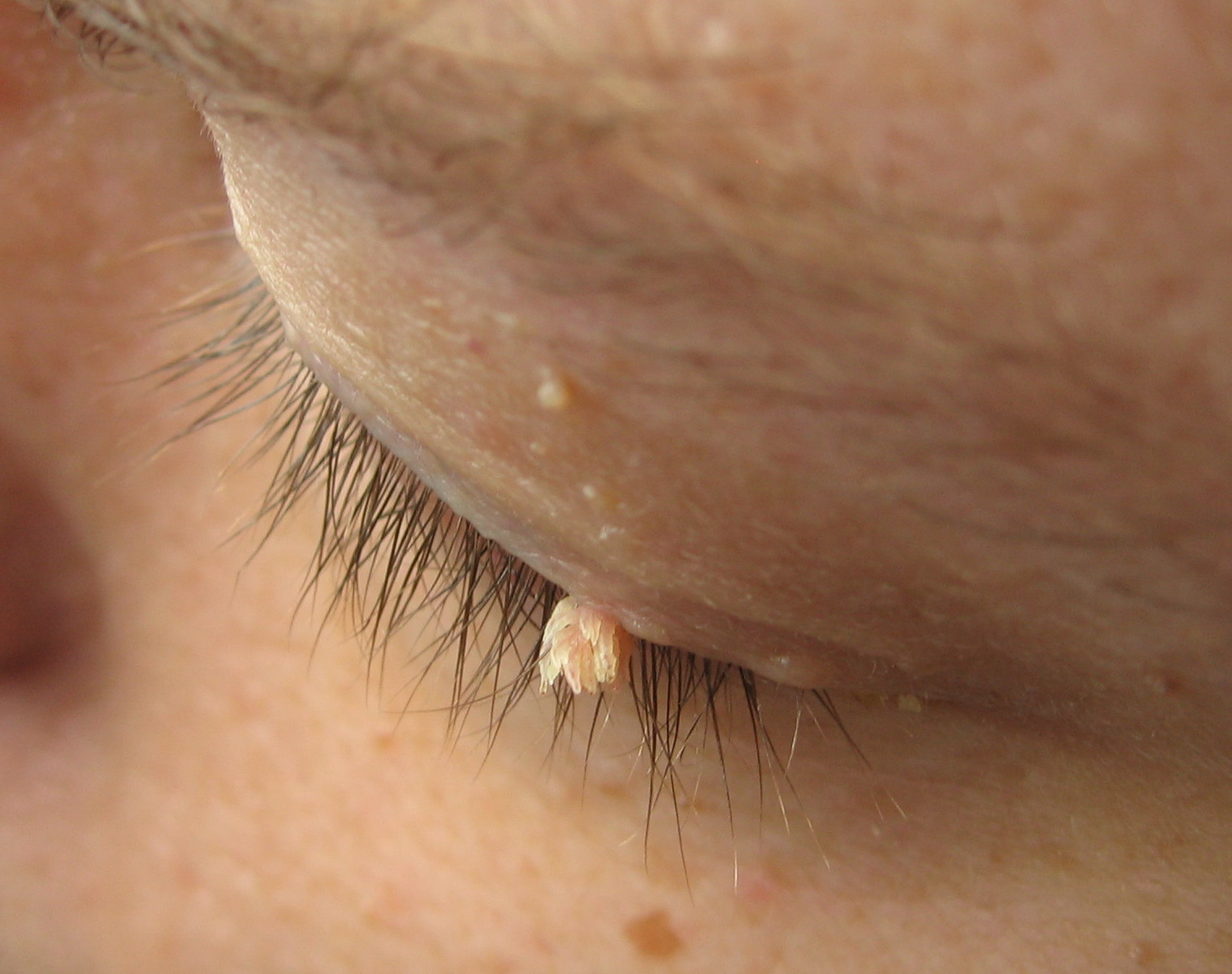
Mụn cóc trên mi mắt.

Mụn cóc hay hột cơm là một khối u sần sùi, trắng, nhỏ, thường mọc trên da bàn tay hay bàn chân, trông giống một chùm súp lơ nhỏ. Mụn cóc rất phổ biến, do siêu vi trùng, thông thường nhất là loại Virus papilloma ở người (HPV), gây ra. Mụn cóc dễ lây, có thể mọc tràn lan, và thường tan biến sau vài tuần hay vài năm.

## Nguyên nhân gây bệnh
- Tác nhân gây bệnh là HPV, thuộc loại papova virus có DNA. Thường là các típ 6 và típ 11. Đôi khi có thể gặp típ 16, 18, 31 và 33. Người ta tìm thấy HPV trong các nhân của các tế bào biểu mô bị nhiễm và cho rằng típ 16, 18, 31 và 33 có liên quan tới loạn sản và ung thư sinh dục.
- Nguồn bệnh là những người nhiễm HPV, ở cả nam lẫn nữ, nhất là gái mại dâm.
- Chủ yếu lây truyền qua đường tình dục, còn có thể lây truyền qua tiếp xúc. Trẻ sơ sinh có thể bị lây bệnh từ người mẹ mắc bệnh trong lúc sinh đẻ.
- Yếu tố nguy cơ là do vệ sinh kém, bộ phận sinh dục thường ẩm ướt, bao qui đầu dài, viêm âm hộ âm đạo, suy giảm miễn dịch, đa số kèm với các bệnh hoa liễu khác.
- Thời gian ủ bệnh: thường từ 1-3 tháng
- Lứa tuổi mắc nhiều: 20-45

## Phân loại
- Mụn cóc thông thường (verruca vulgaris, wart)
- Mụn cóc phẳng (verruca plana)
- Mụn cóc lòng bàn chân (verruca)
- Mụn cóc vùng sinh dục (Condyloma acuminatum, Verruca acuminata, genital warts): hay còn gọi là sùi mào gà

## Điều trị chung

### Dược phẩm

Two viral warts on a middle finger, being treated with a mixture of acids (like salicylic acid) to remove them. A white precipitate forms on the area where the product was applied.

Salicylic acid có thể được kê đơn bởi một bác sĩ da liễu với một nồng độ cao hơn được tìm thấy ở thuốc OTC.Nó có sẵn tại các hiệu thuốc và siêu thị. Thường có hai dạng sản phẩm là: Tấm lót acid salicylic hoặc một chai dung dịch axit salicylic đậm đặc.
Imiquimod, một loại kem bôi giúp hệ thống miễn dịch của cơ thể chống lại virus mụn cóc bằng cách khuyến khích cơ thể sản xuất interferon, được chấp thuận bởi FDA.
Fluorouracil, chất ức chế tổng hợp DNA, đang được sử dụng như điều trị thử nghiệm.
Phẫu thuật lạnh hoặc phương pháp áp lạnh, thiết bị sử dụng chứa một hỗn hợp ether dimethyl - propan, không quá đắt. Một bất lợi là các miếng mút ẩm là quá lớn đối với mụn cóc nhỏ, và nhiệt độ đạt được là gần như không thấp như với nitơ lỏng. Các biến chứng bao gồm phồng rộp ở vùng da bình thường nếu việc đóng băng dư thừa không được kiểm soát.

### Thủ thuật
- Phương pháp tiêu keratin (keratolysis): là việc loại bỏ các tế bào da chết trên bề mặt. Phương pháp Keratolysis điều trị mụn phổ biến nhất có sẵn liên quan đến acid salicylic. Loại bỏ vùng da chết bằng viên đá bọt hoặc bằng tấm ván nhám. Nó tốn đến 12 tuần để loại bỏ mụn cóc cứng đầu.
- Liệu pháp làm lạnh (cryotherapy) trong điều trị mụn cóc là một kỹ thuật sử dụng một hoá chất rất lạnh để làm đông cứng mụn cóc từ đó phá huỷ các tế bào da ở đây và loại bỏ mụn cóc. Đây là một phương pháp phổ biến trong điều trị mụn cóc, có thể được thực hiện tại phòng khám bác sĩ (áp lạnh Nito) hoặc sử dụng những sản phẩm không cần kê đơn bán trên thị trường để dùng tại nhà (áp lạnh dimethyl ether) Việc làm đông cứng vùng da chỗ mụn cóc sẽ phá huỷ nơi trú ẩn, bảo vệ chúng. Và thế là, những tế bào da bị tổn thương, những mụn cóc nằm dưới vết da sần sùi cũng như virus đều được tiêu diệt bởi hệ miễn dịch của cơ thể một cách dễ dàng. Phương pháp điều trị này chỉ kéo dài vài phút và kết quả sẽ được thấy rõ trong vòng 1 – 2 tuần. Áp lạnh bằng biện pháp OTC tại nhà sẽ giảm đau đớn do tổn thương vùng da quanh mụn cóc thông thường so với áp lạnh nito
- Laser điều trị - thường là một laser xung nhuộm hoặc laser carbon dioxide. Laser xung nhuộm (bước sóng 582 nm)  làm việc bằng cách hấp thu có chọn lọc bởi các tế bào máu. Laser carbon dioxide hoạt động bằng cách hấp thu có chọn lọc các phân tử nước. Laser xung nhuộm thì ít hủy hoại và có nhiều khả năng để chữa lành mà không để lại sẹo. Tia laser carbon dioxide hoạt động bằng cách bốc hơi và phá hủy mô và da. Phương pháp điều trị laser có thể gây đau, tốn kém, nhưng không để lại sẹo rộng rãi khi được sử dụng một cách thích hợp. Laser carbon dioxide đòi hỏi phải gây tê cục bộ. Điều trị bằng laser xung nhuộm không cần thuốc an thần hoặc gây tê cục bộ.

## Điều trị cho mụn cóc sinh dục

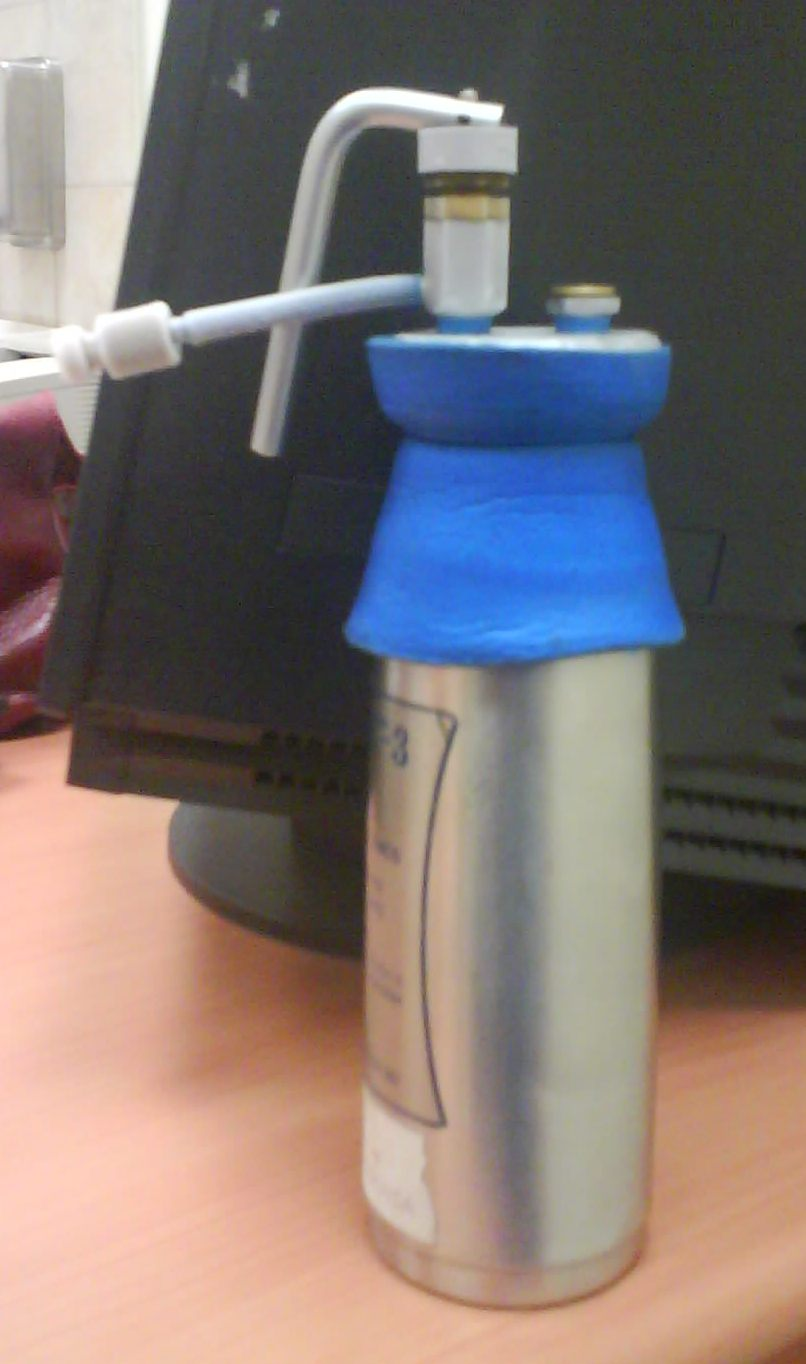
Bình nitơ lỏng

Việc điều trị cho mụn cóc sinh dục cần đặc biệt lưu ý vì đây là vùng da nhạy cảm.
- Đốt điện: điều trị tức thời, nhưng đau, dùng dao điện phá hủy các tổn thương sùi mào gà (hiện nay rất ít dùng)
- Đốt laser: điều trị tức thời. hiện tại đây là một phương pháp hữu hiệu thường được sử dụng trong điều trị sùi mào gà, tia laser có thể phá hủy một cách chính xác các thương tổn sùi mào gà mà không bị chảy máu,. Dung dịch vệ sinh sau trị liệu laser để giảm nguy cơ tái phát, dùng thuốc bôi kết hợp sau trị liệu.
- Áp lạnh: bằng nitơ
- Phẫu thuật xâm lấn: điều trị tức thời
- Chấm dung dịch trichloactic acid: chấm rất cẩn thận một ít dung dịch trichloactic acid lên những nốt sùi cho đến khi sùi này trắng ra. Khi có thai cũng có thể dùng thuốc này, nhưng không được chấm vào cổ tử cung, lỗ niệu đạo hoặc phía trong hậu môn.
- Tiêm, bôi interferon (α, n1,n3). được cho là ức chế sao chép virus, tăng sinh tế bào, tăng cường hoạt động thực bào và độc tế bào. Nó có tác động lên nhiều loại virus trong đó có papilomavirus.[5]
- Bôi imiquimod: không chỉ có tác dụng điều trị mà còn hạn chế tái phát bệnh, dùng cho mụn cóc chai sừng và không chai sừng[6]
- Nhựa podophyllum
- Bôi dung dịch podophyllotoxine 20-25%. Chú ý: podophyllotoxine thường chỉ dùng cho những tổn thương nhỏ ở âm hộ. Phải rửa sạch thuốc sau 1-3 giờ (để lâu quá sẽ gây loét da). Không được dùng thuốc này trong khi có thai,không bôi thuốc vào trong âm đạo, cổ tử cung, lỗ niệu đạo, miệng hoặc phía trong hậu môn. Podophllotoxin dược dùng đối với mụn cóc mềm, không chai sừng.[6]
- Veregen: một chiết xuất từ trà xanh dùng để trị mụn cóc sinh dục và mụn cóc quanh hậu môn [7]
- Bôi Fluorouracil[8]
- Bôi Thiotepa[9]
- Inosine pranobex [6]
- Cidofovir [10]
- Người ta còn dùng hỗn hợp acid và đồng để trị mụn cóc sinh dục, quanh hậu môn. Thành phần gồm có copper nitrate trihydrate và nhiều acid như acid nitric, acetic, oxalic, lactic[11]

### Hiệu quả các liệu pháp trong điều trị mụn cóc sinh dục
|                     | Tỉ lệ khỏi | Tỉ lệ tái phát |
| ------------------- | ---------- | -------------- |
| Phẫu thuật          | 35-70      | 8-35           |
| Laser               | 25-50      | 5-77           |
| Áp lạnh             | 60-90      | 20-80          |
| Tricloroacetic      | 50-80      | 60-50          |
| Podophyllin         | 30-80      | 23-70          |
| Thuốc mỡ Veregen    | 53.6       | 6.5            |
| Kem Imiquimod       | 50-52      | 13-19          |
| Kem Podophyllotoxin | 56.4       | 2-90           |